# Книга спільних молитов
Книга суспільного богослужіння або Книга спільних молитов (англ. The Book of Common Prayer), українською також перекладалося як Соборний молитовник — коротка назва кількох взаємопов'язаних теологічних документів церков Англіканської спільноти. Книга містить у собі послідовність літургії, а також збірки молитов під час інших богослужбових обрядів.
Хоча «Книга» неодноразово переглядалася й деякі англіканські церкви створили інші богослужбові книги, на її основі лежала головна роль загального посібника з основ віри та релігійної практики, злучаючи таким чином Англіканську спільноту. «Книга громадського богослужіння», разом із 39-ми статтями англіканського віросповідання та Ординалом — доктринальним джерелом віровчення Церкви Англії.
Свою назву вона отримала через те, що спочатку книга створювалася як єдина богослужбова книга англійською мовою для всіх дієцезів Церкви Англії, які використовували раніше на місцях кілька різновидів літургій латинського обряду. З розповсюдженням впливу Церкви Англії на інші країни визначення збереглося, оскільки більшість англікан продовжувало використовувати «Книгу» по всьому світу.

## Історія
Комітет богословів, головою якого був Архієпископ Кентерберійський Томас Кранмер, завершив перше видання «Книги» у 1549 році, за правління юного короля Едуарда VI. На основі парламентського Акту про однорідність, книга увійшла в обов'язкове вживання з Дня П'ятдесятниці 9 червня 1549 року як єдиного законного різновиду богопоклоніння. Нововведення розпалило протистояння як серед частини духовенства, так і мирян. У графствах Корнуолл і Девон відбулося народне повстання, жорстоко придушене королівською армією.
Повна назва книги 1549 була такою: The booke of the common praier and administration of the Sacramentes, and other rites and ceremonies of the Churche: after the use of the Churche of Englande. У початковій редакції, розробленої на основі латинських богослужбових книг (Міссал, Бревіарій, Понтифікал та ін.), Книга ще досить строго дотримувалася римської літургії. Унаслідок подальших успіхів руху Реформації в Англії постала необхідність перегляду вихідного різновиду, який відбувся в 1552 році.
У 1553 році почала правити Марія I Тюдор, правління якої ознаменувалося спробами відновити католицизм в Англії, серед інших заходів було повернуто сарумський обряд. У цей час понад 800 представників англійського духовенства втікли, майже 300 священників стратили, у тому числі Томаса Кранмера і Г'ю Латимера.
Після недовгого правління Марії королевою стала Єлизавета I, якій для підтвердження своєї влади були необхідні визнання реформаційних змін її батька. Вона закликала церкву до злуки та взаємних поступок, проводячи політику так званої «середньої дороги» (Via media). За правління Єлизавети I книга знову була затверджена парламентом у 1559 році, причому змінилися окремі погляди, що викликали найбільш запеклу критику від католиків. Проте сарумський обряд був остаточно скасований.
За правління Якова I зіткнення з пуританами зумовило новий перегляд літургії. Скликана з цим задумом конференція не дійшла згоди, після чого король в 1604 році своєю владою зумовив зміни. Під час Англійської революції «Книга», «Акт про однаковість» і «39 статей» втратили чинність обов'язкового управління. Після Відновлення Стюартів і поновлення державного статусу Церкви Англії ці документи були знову видані. Нова Книга 1662 року в основному повторювала попередній різновид книги.
Правління внаслідок Славної революції Вільгельма Оранського і королеви Марії зажадав знаходження нових шляхів до компромісу з пресвітерянами, і за наполяганнями архієпископа Кентерберійського Джона Тіллотсона король Вільгельм почав створення зборів для перегляду літургії. Наслідком її роботи стала так звана «Літургія осягнення» (Liturgy of Comprehension) 1689 року, у якій виконали дві третини пресвітерянських вимог 1661 року. Однак учасники скликань Кентербері і Йорка (збори духовенства і мирян обох англійських архієпархій), налякані поглядами короля Вільгельма, відхилили без обговорення запропонований на їхній розгляд проєкт довгий час він не був доступний Проте ця зміна книги вплинула на зміст молитовників багатьох британських колоній.